# Carl Palmer
Carl Fredrick Kendall Palmer, född den 20 mars 1950 i Birmingham i England, är en brittisk trummis och slagverkare. Palmer är mest känd för sitt medverkande i progrocktrion Emerson, Lake & Palmer, men har även medverkat i ett flertal andra band. Däribland kan nämnas Atomic Rooster, The Crazy World of Arthur Brown och Asia. Palmer invaldes i Modern Drummer Hall of Fame 1989. Han tilldelades "Prog God" vid Progressive Music Awards 2017.

## Diskografi (urval)
Album
- 1970 – Atomic Roooster (med Atomic Rooster)
- 1980 – 1:PM (med PM)
- 1982 – Five Miles Out (med Mike Oldfield)
- 1988 – To the Power of Three (med 3)
- 1998 – Devil's Answer (med Atomic Rooster)
- 2000 – Live and Raw 70/71 (med Atomic Rooster)
- 2000 – Live in the Hood (med Qango)
- 2003 – Working Live, Volume 1 (med Carl Palmer Band)
- 2003 – Working Live, Volume 2 (med Carl Palmer Band)
- 2010 – Working Live, Volume 3 (med Carl Palmer Band)
- 2015 – Live Boston '88 (med 3)
- 2016 – Live In The USA (med Carl Palmer's ELP Legacy)
- 2018 – Live (med Carl Palmer's ELP Legacy)